# Pamala Stanley
Pamala Stanley (Philadelphia, 16 juli 1952) is een Amerikaanse disco- en Hi-NRG-zangeres.

## Carrière

### Jaren 1970
Ze verwierf pas aandacht met haar debuutalbum This is Hot (1979), dat oorspronkelijk werd uitgebracht in Duitsland bij EMI Electrola (met een vergaand andere cover). Het album met een nieuwe fotocover, werd geremixt door producent Rick Gianatos en This Is Hot bereikte de 16e plaats in de Billboard dancehitlijst. Ze toerde intensief door de Verenigde Staten, Canada, Mexico en Zuid-Amerika.

### Jaren 1980
In 1983 bracht ze haar tweede hit I Don't Want To Talk About It uit, geschreven en geproduceerd door haar broer James Lee Stanley en toenmalige echtgenoot Frank Mandaro voor hun eigen label Komander. De single bleef vijftien weken in de Billboard dancehitlijst en klom naar #13. Na haar succes in 1983 tekende ze een contract bij TSR Records. Dit leidde in 1984 tot haar Hi-NRG-hit Coming Out of Hiding, ook geschreven en geproduceerd door haar broer en Mandaro en hield zich veertien weken in de dancehitlijst (#4). Via een gemachtigde handeling verkocht Tom Hayden, eigenaar van TSR Records, de song aan Mirage Records, die de 12" single uitbracht als 7" versie voor de radio.
Stanley's volgende publicatie was If Looks Could Kill (1985), die later werd gecoverd door de band Heart. De single werd ook gebruikt in de film Raw Deal met Arnold Schwarzenegger. Haar volgende en laatste single zong ze met Paul Parker, een dubbel A-kant-duet van Stranger (In a Strange Land) en Running in Circles. De TSR Records-publicatie bereikte begin 1986 de 40e plaats in de Club Play-hitlijst.
In 1989 tekende Stanley bij het kleine independent label Beachwood Records, waar ze de drie singles Rhiannon (een cover van Fleetwood Mac), Body Time en een nieuwe versie van Coming Out of Hiding uitbracht.

### Jaren 1990
In 1990 bracht het label de compilatie Coming Out Of Hiding...the sequel uit van haar grootste hits en nieuwe opnamen. De rest van de jaren 1990 hield ze zich bezig met haar band en met het ontdekken van verschillende muziekgenres buiten de dancemarkt.
In 1997 bracht ze Live and Cooking uit als The Pamala Stanley Band bij Shaker Records. Het album bevat covers van New Orleans Blues and Jazz en werd eind 1986 live opgenomen in en rond Fort Lauderdale in Florida.

### Jaren 2000
In 2002 bracht ze It's All In The Game uit, een collectie jazzklassiekers uit de jaren 1920, 1930 en 1940. In 2006 bracht ze de cd This Is the Moment uit, met showtunes, met haar meest gevraagde en favoriete songs uit Broadway-shows. Ze bracht ook de cd- en dvd-compilatie Looking Back: The Disco Years 1979-1989 uit, een verzameling met 15 songs.
In 2007 bracht Stanley het album Seasons of My Heart uit met oorspronkelijk materiaal. De selecties varieerden van adult contemporary, met een vleug countrymuziek en New Orleans Jazz-invloeden. De song Survive uit dit album werd gekozen als thema voor diverse Susan G Komen Race For the Cure-evenementen.
In 2010 bracht ze I Am There uit, een collectie optionele en christelijke songs. Meerdere songs werden geschreven door haarzelf en haar broer James. Het album werd opgenomen door Stanley en verschillende familieleden ter ere van haar moeder Mary, die overleed in 2004.

## Discografie

### Singles
- 1979: This Is Hot
- 1983: I Don't Want to Talk About It
- 1984: Coming Out Of Hiding
- 1985: If Looks Could Kill
- 1986: Stranger (In a Strange Land) / Running Around in Circles - Pamala Stanley en Paul Parker
- ????: Rhiannon
- ????: Body Time
- 1990: Coming Out Of Hiding
- ????: I Don't Want To Talk About It (Almighty Mixes)
- ????: Coming Out Of Hiding (Almighty Mixes)
- ????: If Looks Could Kill (Almighty Mixes)
- ????: The Bank Of Love

### Albums
- 1979: This is Hot
- 1990: Coming Out of Hiding: The Sequel
- 2002: It's All In The Game
- 2006: This Is The Moment
- 2006: Looking Back: The Disco Years 1979-1989
- 2007: Seasons of My Heart
- 2010: I Am There (compilatie-cd met broers, zussen en nichten) (Stanley, Rogers & Young)
- 2015: Straight From The Heart - The Musical met James Lee Stanley en Chris Bennett